# Vol Conviasa 2350
Le 13 septembre 2010, le vol Conviasa 2350, un vol régional régulier, assuré par un ATR 42 et reliant Porlamar, sur l'ile de Margarita, à Ciudad Guayana, au Venezuela, s'est écrasé peu de temps avant l'atterrissage à l'aéroport international Manuel Carlos Piar, faisant 17 morts et 23 blessés parmi les 51 personnes à bord.

## Avion et équipage

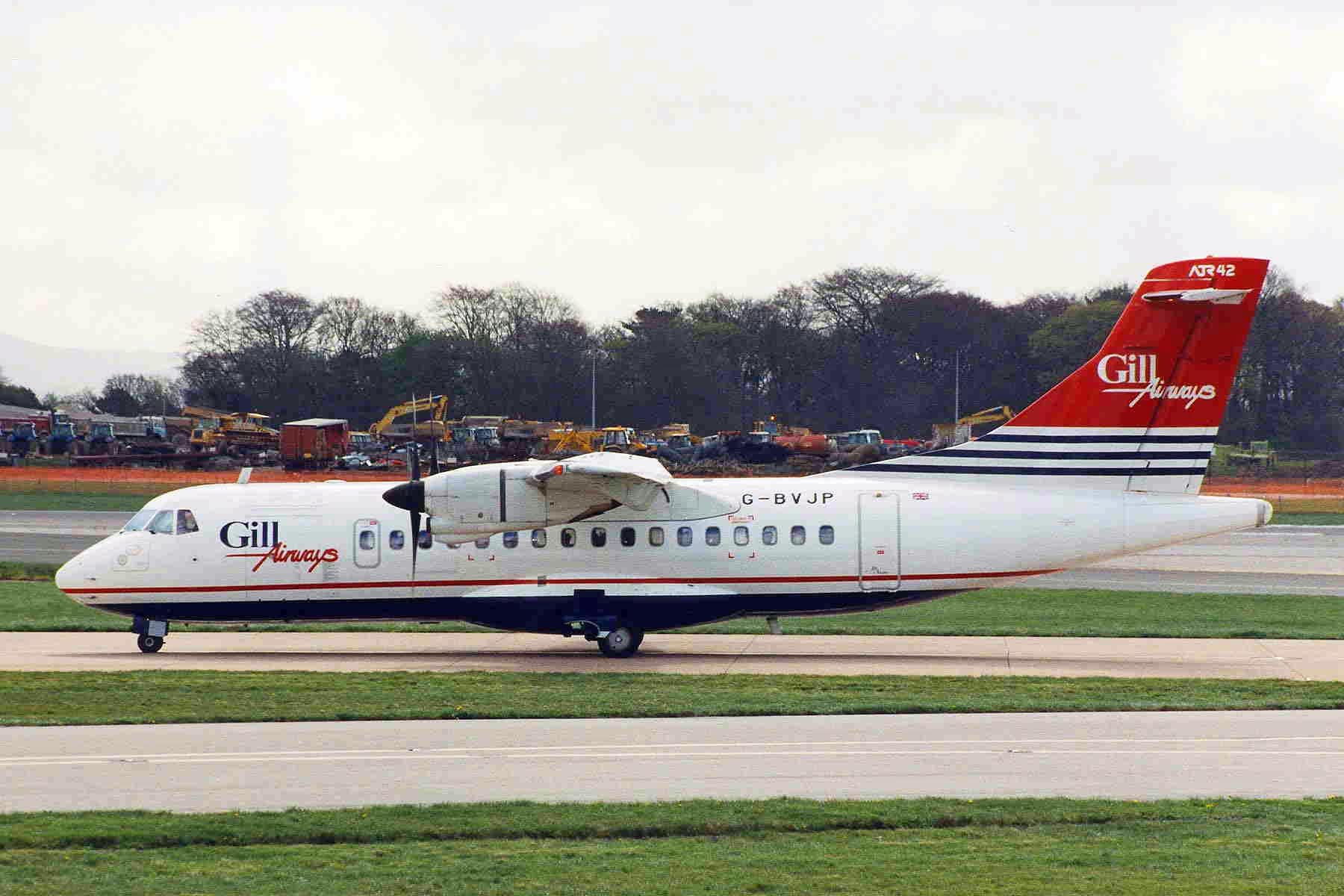
L'appareil impliqué dans l'accident, alors qu'il opérait pour (G-BVJP), ici à l'aéroport de Manchester en avril 1999.

L'appareil accidenté est un bi-turbopropulseur de type ATR 42-320, immatriculé YV1010, qui a effectué son premier vol en 1994. L'avion a été acheté par la compagnie aérienne vénézuélienne Conviasa en septembre 2006, après avoir d'abord servi chez Gill Airways (en), avant d'être loué à Air Wales à partir de mars 2003. Au moment de l'accident, il cumulait plus de 25 000 heures de vol et 27 000 cycles (décollages/atterrissages).
Le commandant de bord, Ramiro Cárdenas (62 ans), possédait des qualifications de type valides pour les ATR 42 et ATR 72, mais également des qualifications expirées sur Boeing 727, McDonnell Douglas DC-10, Cessna 150, Cessna 152, Cessna 172, Cessna 182 et Cessna 206. Aucun document n'a pu être trouvé concernant l'expérience de vol du commandant Cárdenas avant le 1er septembre 2006. À partir de cette date, il totalise 1 574 heures de vol.
Le copilote, Luis Albarrán (38 ans), possédait également des qualifications de type valides pour les ATR 42/ATR 72, ainsi que des qualifications expirées sur Cessna 150, Cessna 152, Cessna 172, Cessna 182, Cessna 206, Piper PA-28, Piper PA-38 et Gulfstream 690. Il compte 1 083 heures de vol, toutes effectuées en tant que copilote, dont seulement 483 heures sur ATR 42.
Deux autres membres d'équipage sont également présents à bord : l'ingénieur de vol Jilbert Parada (33 ans) et l'hôtesse de l'air Daniela Penique (24 ans).

## Accident
Le vol 2350 a décollé de l'aéroport International Del Caribe Santiago Mariño de Porlamar à 9 h 29, heure locale, pour un vol à destination de Ciudad Guayana. L'atterrissage était prévu 45 minutes après le décollage à l'aéroport international Manuel Carlos Piar. Après le décollage, l'appareil est d'abord monté jusqu'au niveau de vol 150 (15 000 pieds, 4 572 m). Après 20 minutes de vol, il se trouvait à son altitude assignée de 15 000 pieds et à 130 km de sa destination lorsque l'approche vers Ciudad Guayana a été initiée.
L'équipage a signalé des problèmes de contrôle de l'appareil peu de temps avant l'atterrissage sur la piste 07 de l'aéroport international Manuel Carlos Piar, à Ciudad Guayana. Des témoins au sol ont déclaré que l'avion a heurté des lignes électriques à 9 h 59, heure locale, avant de s'écraser dans une zone industrielle située à environ 11 km au sud-ouest de l'aéroport. Des ouvriers, travaillant dans une aciérie à proximité, et de nombreux pompiers ont extrait les survivants de l'épave en flamme.

## Conséquences
Le président vénézuélien Hugo Chávez a décrété trois jours de deuil national après l'accident.
À la suite de l'accident, l'autorité de l'aviation civile de Trinité-et-Tobago (en) a suspendu tous les vols de Conviasa dans ce pays. Après la suspension, on s'inquiétait du fait que des résidents trinidadiens soient bloqués sur l'île de Margarita. Conviasa était alors, en 2010, la seule compagnie aérienne à proposer des vols directs reliant Trinité-et-Tobago à l'île de Margarita, avec deux ou trois vols par semaine.
Le 17 septembre 2010, quatre jours après le crash, le gouvernement vénézuélien a suspendu tous les vols de Conviasa, afin de procéder à un examen technique de la flotte de la compagnie aérienne. Celle-ci a déclaré que la suspension temporaire de ses vols resterait en vigueur jusqu'au 1er octobre 2010, et que pendant cette période, les passagers seraient transportés par des vols d'autres compagnies aériennes.

## Enquête
L'assistance à l'enquête, menée par la Junta Investigadora de Accidentes de Aviación Civil (JIAAC), a été apportée par le Bureau d'enquêtes et d'analyses pour la sécurité de l'aviation civile (BEA) français, qui a mis à disposition deux de ses enquêteurs, et Avions de transport régional (ATR), le fabricant de l'appareil, à envoyer trois de ses conseillers techniques pour participer à l'enquête.
Le 30 décembre 2014, le ministère des Transports maritimes et aériens du Venezuela a déterminé que la cause la plus probable de cet accident est un dysfonctionnement du système d'avertissement centralisé de l'équipage (CCAS/CAC), notamment avec l'activation erronée de l'alarme avertissant d'un décrochage en vol.
Parmi les facteurs contributifs, on peut compter des déficiences dans la gestion des ressources de l'équipage, la perte de conscience de la situation par les deux pilotes, une coordination insuffisante lors du processus de prise de décision pour faire face à une situation anormale en vol, ainsi que l'absence de réaction face à l'avertisseur de décrochage et la mauvaise manipulation des commandes de vol lors la phase finale de l'atterrissage.
Le vol a été effectué avec le système d'alerte de décrochage activé et les gouvernes de profondeur découplées, deux conditions anormales qui ont nécessité un effort constant de la part du commandant de bord pour maintenir le contrôle de l'avion. La mauvaise gestion du contrôle de l'avion durant la phase finale du vol a conduit le commandant à déployer de gros efforts pour le contrôler avant l'impact final. 
Le niveau de compétences émotionnelles et cognitives déficient du commandant, son manque de leadership et ses erreurs de jugement l'ont conduit à prendre des décisions déraisonnables dans les derniers instants du vol. Les deux pilotes ont également montré de la confusion, une mauvaise coordination de leurs actions dans le cockpit, de graves problèmes de communication, un manque de connaissance des différents systèmes de l'avion et une perte de conscience de la situation.